# 王泮 (正德進士)
王泮（1488年—？），字文淵，山西潞州衛人，河南磁州守禦千戶所軍籍，明朝政治人物。

## 生平
正德八年（1513年）癸酉科河南鄉試第四十四名舉人。正德十二年（1517年）中式丁丑科會試第一百九十四名，登第三甲第一百三十一名進士。兵部观政，初授宿松知县，兼領潜山县事，调繁江阴县。嘉靖三年（1524年）正月选授陕西道試御史，次年以疾请告还乡，卒于家，祀乡贤祠。

## 家族
曾祖王春；祖父王憲；父王鋀，母秦氏。具庆下。兄洵；瀾；王潺，贡士；濬；紀。弟可學；瀛；河；法；汾。